# World Checklist of Monocotyledons
De World Checklist of Monocotyledons, kortaf Monocot Checklist, is een project van de Royal Botanic Gardens. Het is een database van geaccepteerde botanische namen van eenzaadlobbigen of monocotylen (de groep planten die onder andere de grassen, palmen en orchideeën omvat), en bevat naast de naam ook de synoniemen, geografische distributie en levensvorm. 
Momenteel bevat de database ongeveer 65.000 soorten uit 78 families, maar ze zou uiteindelijk zo'n 80.000 soorten moeten bevatten uit alle families van eenzaadlobbigen.
De naamgeving volgt die van de publicatie Vascular Plant Families and Genera, samengesteld door R. K. Brummitt en gepubliceerd door de Royal Botanic Gardens in 1992. De vermelding van auteurs volgt de Authors of Plant Names van Brummitt & Powell, en de terminologie van levensvormen is gebaseerd op de classificatie van Raunkier uit 1934. De informatie over het verspreidingsgebied bestaat uit een korte omschrijving en TDWG Level 3-codes.
De informatie van de Monocot Checklist is ook consulteerbaar via ePIC (electronic Plant Information Center), de zoekmachine van de Kew Gardens.